# Brzava
Brzava (srbsky Брзава, Brzava, rumunsky Bârzava, maďarsky Berzava, německy Bersau) je řeka v západním Rumunsku a v srbské Vojvodině, levostranný přítok řeky Timiș. Je dlouhá 166 km, z toho 127 km v Rumunsku a 39 km v Srbsku. Protéká přes město Rešice. Patří do úmoří Černého moře. Povodí řeky je 1 190 km².

## Přítoky
Levostranné – Crivaia Mare, Grindieș, Văliug, Lișcovu Mare, Râul Alb, Secu, Sodol, Doman, Bârzăvița, Moravița, Copăș, Moscădin, Fizeș, Boruga, Gorova, Ciopa, Moravița
Pravostranné – Berzovița, Alibeg, Pârâul Băilor Mari, Bolnovăț, Gozna, Izvoru Rău, Breazova, Groposu, Pietrosu, Țerova, Cremeni, Vornic, Stoiconic, Birdanca

## Sídla
Rumunsko – Văliug, Reșița, Câlnic, Moniom, Bocșa, Ramna, Berzovia, Gherteniș, Șoșdea, Gătaia, Sculia, Birda, Berecuța, Mânăstire, Sângeorge, Rovinița Mare, Denta, Partoș
 Srbsko – Markovićevo, Konak, Banatska Dubica, Jarkovac, Botoš